# Jasper Harris
Jasper Harris (Londres, 7 de junho de 1996) é um ator britânico.

## Filmografia
| Filmes | Filmes                                      | Filmes                                      | Filmes                                  |
| Ano    | Título Original                             | Título (Brasil)                             | Papel                                   |
| ------ | ------------------------------------------- | ------------------------------------------- | --------------------------------------- |
| 2003   | Hear the Silence                            | Hear the Silence                            | Sam Wakefield (não creditado - para TV) |
| 2004   | Messiah: The Promise                        | Messiah: The Promise                        | Irmão mais novo (para TV)               |
| 2005   | Have No Fear: The Life of Pope John Paul II | Have No Fear: The Life of Pope John Paul II | Karol Wojtyla como garoto (para TV)     |
| 2006   | The Thief Lord                              | O Senhor dos Ladrões                        | Bo                                      |
| 2007   | Los Totenwackers                            | Los Totenwackers                            | John                                    |